# Klaus Kynde
Klaus Kynde Nielsen (né le 13 avril 1966 à Aarhus) est un coureur cycliste danois. Spécialiste de la poursuite par équipes, il a notamment été médaillé de bronze de la discipline aux Jeux olympiques de 1992 à Barcelone avec Ken Frost, Jimmi Madsen et Jan Bo Petersen.

## Palmarès sur piste

### Jeux olympiques
- Barcelone 1992
  -  Médaillé de bronze de la poursuite par équipes (avec Ken Frost, Jimmi Madsen et Jan Bo Petersen)

### Championnats du monde
- Hamar 1993
  -  Médaillé de bronze de la poursuite par équipes

### Championnats du monde juniors
- 1983
  -  Champion du monde de poursuite par équipes juniors (avec Lars Otto Olsen, Mark Kubach et Kenneth Røpke)
- 1984
  -  Médaillé de bronze de la poursuite par équipes juniors

### Championnats des Pays nordiques
- Champion des Pays nordiques de poursuite par équipes : 1993 (avec Jimmi Madsen, Lars Otto Olsen, Michael Sandstød et Jan Bo Petersen) et 1994 (avec Michael Steen Nielsen, Jakob Piil et Rud Jacobsson)

### Championnats nationaux
- Champion du Danemark de poursuite juniors en 1984
- Champion du Danemark de poursuite par équipes juniors en 1984
- Champion du Danemark de course aux points juniors en 1984
- Champion du Danemark de course aux points amateurs en 1992
- Champion du Danemark de poursuite par équipes amateurs en 1994 (avec Jesper Verdi, Jakob Piil, Pascal Carrara et Rud Jacobsson)

## Palmarès sur route
- 1993
  - 3e du championnat du Danemark sur route amateurs
- 1994
  - 1rea et 4eb étapes du Tour de Bavière
  - 5e étape du Cinturón a Mallorca